# Solanum asperum
Solanum asperum är en potatisväxtart som beskrevs av Louis Claude Marie Richard. Solanum asperum ingår i släktet skattor som ingår i familjen potatisväxter. Inga underarter finns listade i Catalogue of Life.